# Kappenhelm
Ein Kappenhelm ist eine Schutzwaffe, die in verschiedenen Versionen in vielen Ländern verwendet wurde.

## Beschreibung

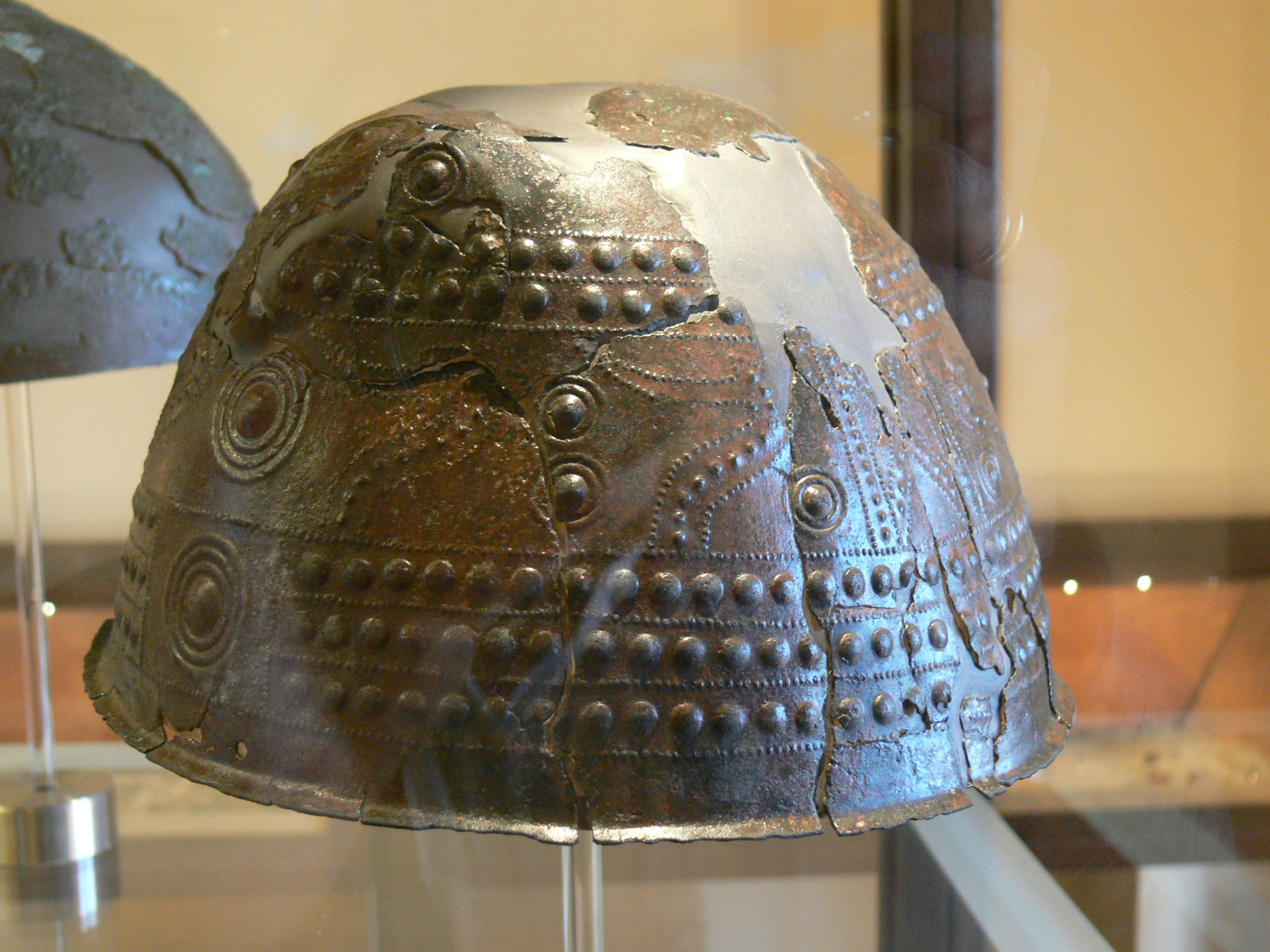
Reich verzierter italischer Kappenhelm

Ein Kappenhelm besteht in der Regel aus Bronze. Er wurde von den Kelten und Etruskern in ganz Europa benutzt und ist meist nach Gebrauchsort oder Fundort benannt. Es ist eine einfache Helmart, die sich der Kopfform eng anpasst. Die Verwendung der Kappenhelme ist in der Zeit um etwa 1000 v. Chr. nachgewiesen. Sie wurden zusammen mit den Kammhelmen in der gesamten späten Bronzezeit und der frühen Eisenzeit benutzt und stehen im Zusammenhang mit den Helmen der Urnenfelderkultur sowie manchen Helmen der Hallstattzeit. Die Kalotte ist in der Regel schalen- oder halbkugelförmig und meist mit einem ledernen Innenfutter ausgestattet. Die Helmränder sind je nach Version umgebördelt oder glatt gehalten. Die Form, Gewicht und  Dekorationen variieren in den verschiedenen Versionen. Die Helmkalotten können aus einem Stück getrieben, zweiteilig getrieben und verlötet oder vernietet, aber auch gegossen hergestellt sein. Es gibt Kappenhelme, die mit einer Helmzier gearbeitet sind, und solche ohne jegliche Dekoration. Eine griechische Version ist auf griechischem Gebiet nie gefunden worden, verschiedene Darstellungen belegen jedoch deren einstige Existenz.

## Versionen
- Iberokeltischer Kappenhelm:
Er ist eine  aus Spanien stammende Version des Kappenhelmes, der auch in anderen europäischen Ländern benutzt wurde. Die Helmglocke ist konisch getrieben. Er besitzt zwei umlaufende Zierlinien, die doppelt profiliert sind. Diese Linien sind im Stirn- und Ohrenbereich bogenförmig und im Nackenbereich gerade. Der Helm hat Wangenklappen und einen schmalen Nackenschirm. Bei dem abgebildeten Helm sind keine Wangenklappen mehr vorhanden, jedoch sind die Löcher für deren Befestigung sichtbar. Diese Helmform ist sehr selten.[2]
- Kappenhelm von Ebing:
Eine deutsche Version des Helmes wurde im Main bei Ebing ausgegraben. Dieser Kappenhelm wurde aus zwei Hälften gefertigt und an den Rändern umgebördelt.[3]
- Kappenhelm von Thonberg:Kappenhelm von Thonberg

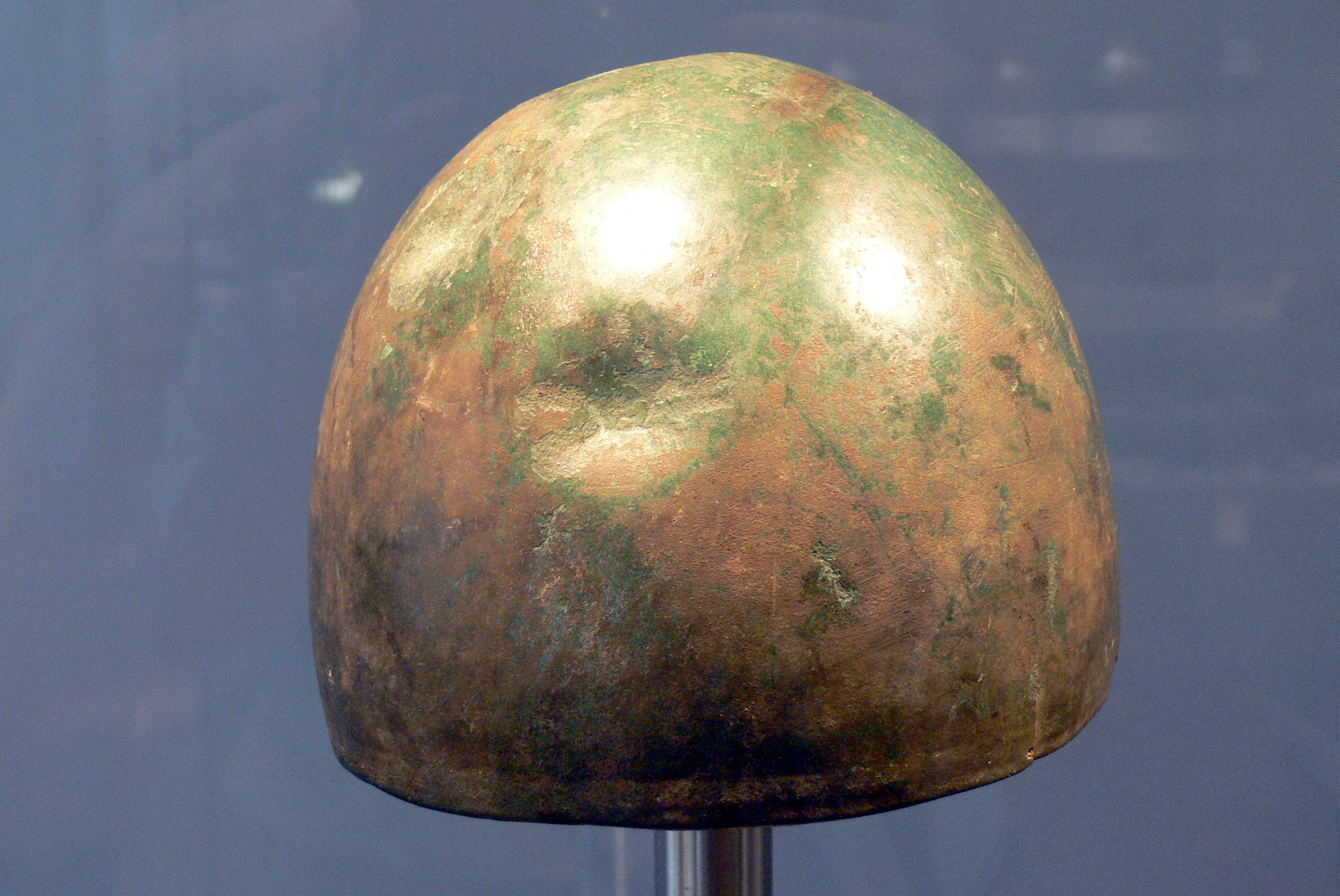
Kappenhelm von Thonberg

Ein anderer Helm dieser Art, der aus einem Hortfund bei Thonberg im Landkreis Kronach stammt, wurde gegossen und mit dem Hammer nachbearbeitet. Seine Form entspricht einem seitlich zusammengedrückten Kegelabschnitt; er misst 16 Zentimeter in der Höhe, 22 Zentimeter im größeren Durchmesser und 17 Zentimeter im kleineren, die Wandstärke schwankt zwischen drei und vier Millimeter. Um den Rand herumlaufende Löcher dienten vermutlich zur Befestigung eines Futters. Der Helm wird heute im Germanischen Nationalmuseum in Nürnberg aufbewahrt.[4][5]

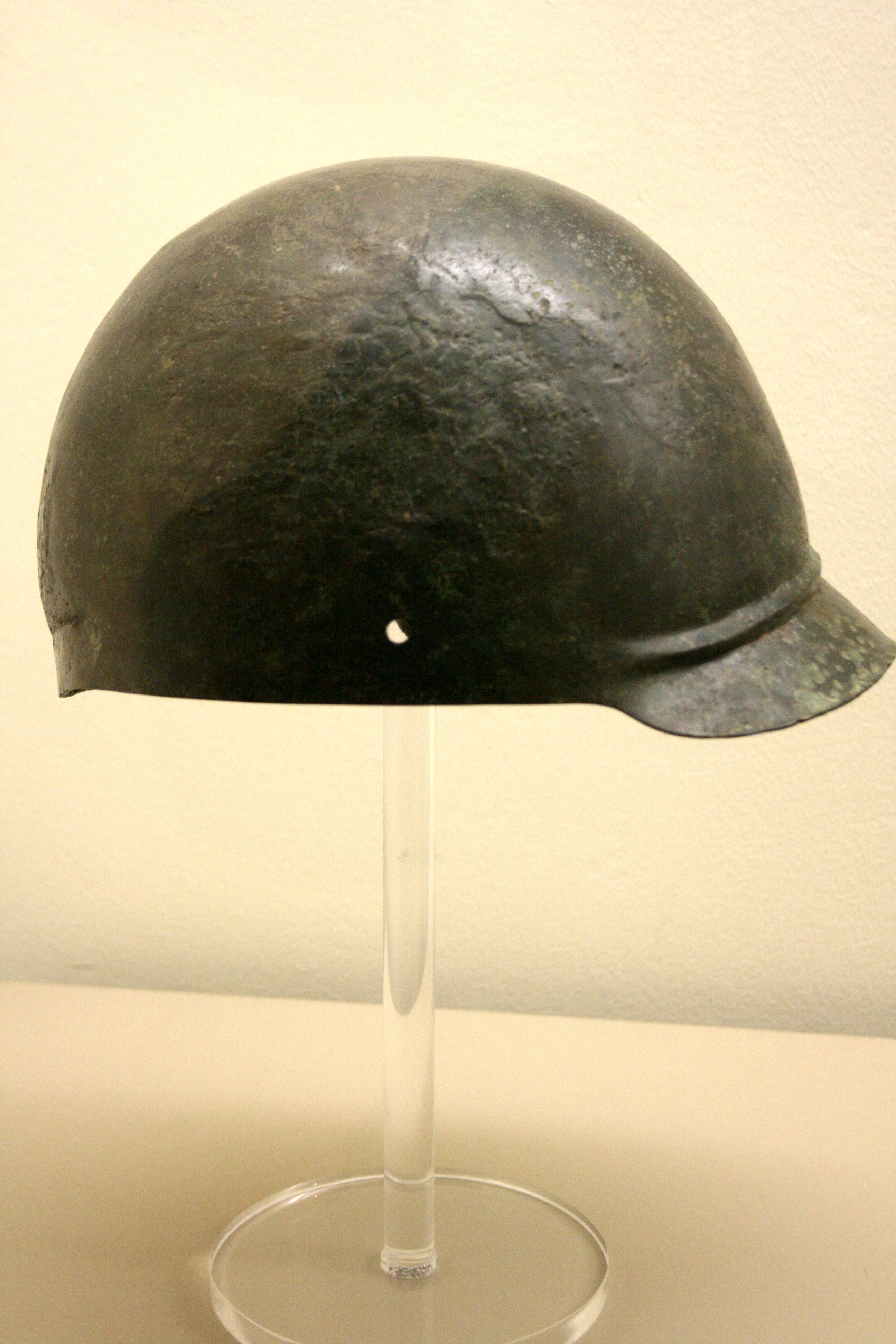
Keltischer Kappenhelm

Weitere Kappenhelme stammen aus  Ungarn, heutiger Aufbewahrungsort Nationalmuseum Budapest, Griechenland, Persien, Italien (Kampanien).